# エールラ
エールラ（イタリア語: Erula）は、イタリア共和国サルデーニャ自治州サッサリ県にある、人口約700人の基礎自治体（コムーネ）。

## 地理

### 位置・広がり

#### 隣接コムーネ
隣接するコムーネは以下の通り。
- キアラモンティ
- オツィエーリ
- ペルフガス
- テンピオ・パウザーニア
- トゥーラ